# 7095 Lamettrie
7095 Lamettrie este o planetă minoră (asteroid) din centura de asteroizi. A fost descoperită pe 22 septembrie 1992 la Observatorul La Silla de Eric Walter Elst și a fost numită după Julien Offray de La Mettrie⁠(d). 
Obiectul prezintă o orbită caracterizată de o semiaxă mare de 3,0534314 UAi, o excentricitate de 0,11, o înclinație de 2,99001 ° în raport cu ecliptica.